# Maurice Boitel
Maurice Boitel (Tillières-sur-Avre, 31 de julho de 1919 - Audresselles, 11 de agosto de 2007) foi um pintor francês e um dos líderes da jovem pintura da Nova Escola de Paris. Membro do Comité dos grandes salões parisienses (Salon Comparaisons, Société Nationale des Beaux-Arts, Salão de Outono) exibiu obras suas em exposições individuais no Grand Palais (1990), no Museu de Arte Moderna (1964) e nas galerias Drouet, Le Chapelain, Bernier.
De entre os principais prémios com que foi honrado destaca-se o de Francis Smith (1966), atribuído pela Casa do Portugal em Paris, o que lhe permitiu ser acolhido pelo Ministério dos Assuntos Culturais deste país e nele residir  com sua família por algum tempo. Boitel pintou em Lisboa, Peniche, Berlenga, Nazaré, Óbidos e Cascais (1966). Obras suas tinham já sido exibidas em Brasília (1960). Pinturas de Cadaqués (Espanha) foram adquiridas por colecionadores brasileiros.
Em 2013 o "Conselho de Paris" deu o nome Maurice Boitel â maior rua pedestre da capital francesa (Promenade Maurice-Boitel). O município de Audresselles, onde existe um monumento dedicado aos soldados portugueses mortos na Primeira Grande Guerra e onde grande parte da população tem um antepassado português, dera também o seu nome a uma rua-mirante.